# Jindřich Kolowrat-Krakowský
Jindřich Vilém hrabě Kolowrat-Krakowský, celým jménem Jindřich Josef Vilém Albrecht Pavel hrabě Kolowrat-Krakowský (27. červenec 1897 Týnec u Klatov – 19. leden 1996 Praha), byl příslušník krakovské větve šlechtické rodiny Kolovratů. Byl významným diplomatem, politikem, národohospodářem, protifašistickým bojovníkem a mecenášem. Po válce pracoval jako velvyslanec v turecké Ankaře (1946–1948), po komunistickém převratu v roce 1948 emigroval do USA. V 90. letech 20. století restituoval majetek včetně Kolowratského paláce na Ovocném trhu v Praze, stal se tak obnovitelem současného panství.

## Život

### Dětství a mládí

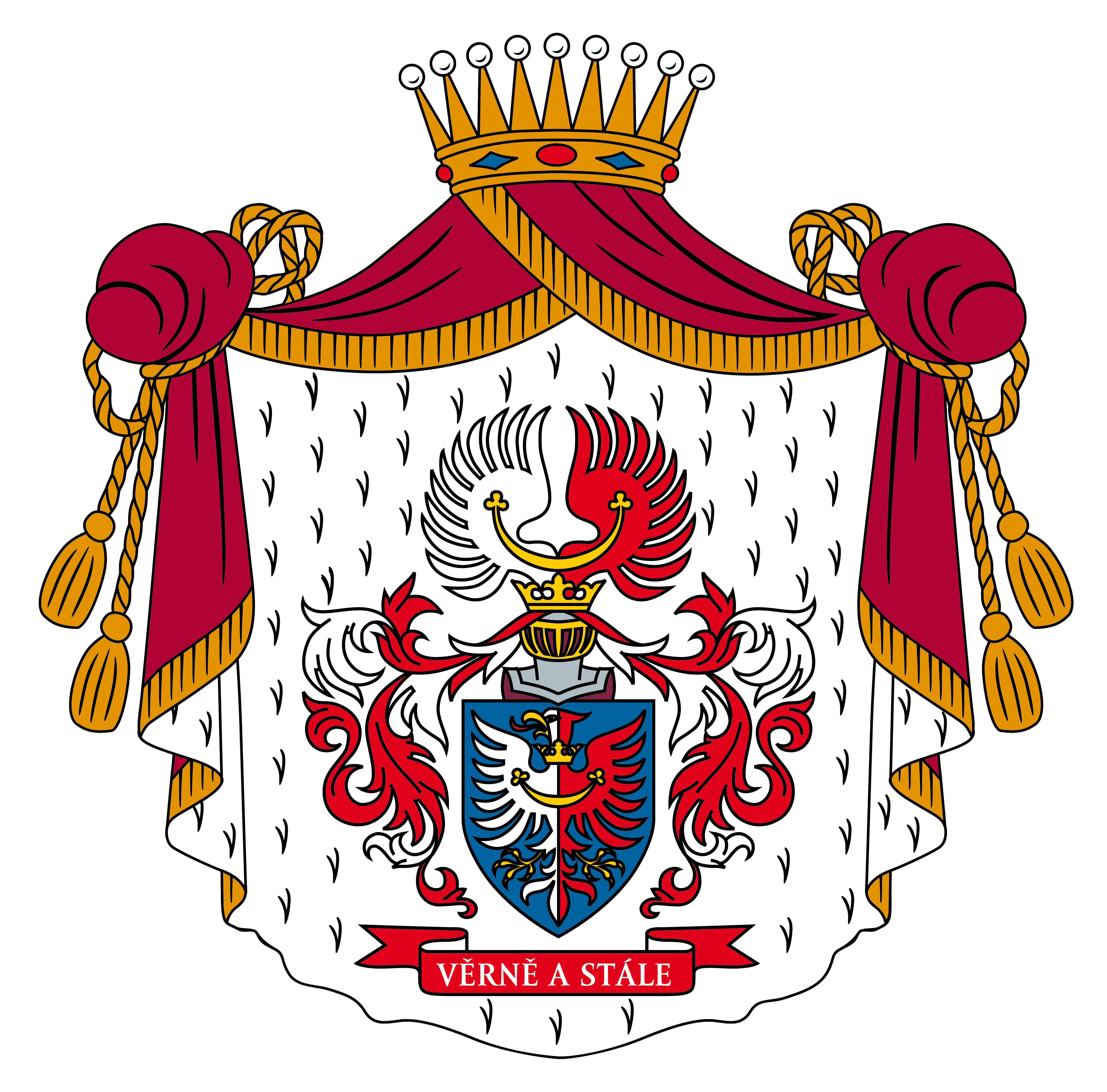
Erb Kolowrat-Krakowských

Narodil se 27. července 1897 v Týnci u Klatov jako čtvrtý syn a poslední ze sedmi dětí držitele rodového fideikomisu Leopolda Filipa hraběte Krakowského z Kolowrat (14. březen 1852 Benátky – 19. březen 1910 Vídeň), který byl poslancem Českého zemského sněmu (1908–1910) a Říšské rady (1907–1910), a jeho manželky (sňatek 8. března 1884 New York) Nadine baronesy von Huppmann-Valbella (6. srpen 1858 Paříž – 30. červenec 1942 Mnichov), která byla dcerou tabákového magnáta. V Týnci navštěvoval obecnou školu, kde se naučil česky, nejprve studoval jezuitskou školu v Salcburku a následně gymnázium ve Vídni, které úspěšně zakončil v roce 1915.

### Po roce 1914 – první světová válka
Aktivně se účastnil první světové války, neboť byl nejprve poslán do důstojnické školy a následně do jezdecké artilérie v Krakově. Se svojí jednotkou v hodnosti poručíka se vydal do Jaroslawi a poté ke Lvovu. Bojoval na frontách v Itálii, Ukrajině (u Vinnycje). Získal zlatý záslužný kříž s korunou a bronzovou medaili za statečnost. Následně odjel do Vídně a zpět do Prahy, kde s matkou a bratry prožil konec války.

### Po roce 1918 – kariéra
Po válce se stal nejprve praktikantem v bance Bohemia. V roce 1920 začal pracovat ve Vývozním sdružení československých strojíren Czechomachine (sdružující společnosti Českomoravské Kolben-Daněk, Wichterle & Kovářík, Melichar a Umrath, Rudolf Bächer), která zastupovala české a moravské strojírenské podniky v zahraničním obchodě, zejména na východě (Rusko, Litva, Lotyšsko, Estonsko, Finsko, Polsko, Rumunsko). O dva roky později se stal zástupcem sdružení v Rusku, následně byl jmenován místodržitelem. Po rozpadu společnosti se v letech 1924–1927 stal vedoucím exportního oddělení Českomoravské Kolben-Daněk, které mělo zastoupení zejména v Jižní Americe. V roce 1927 byl poslán do USA, kde strávil tři měsíce.

### Po roce 1918 – majetek a rodinné dědictví

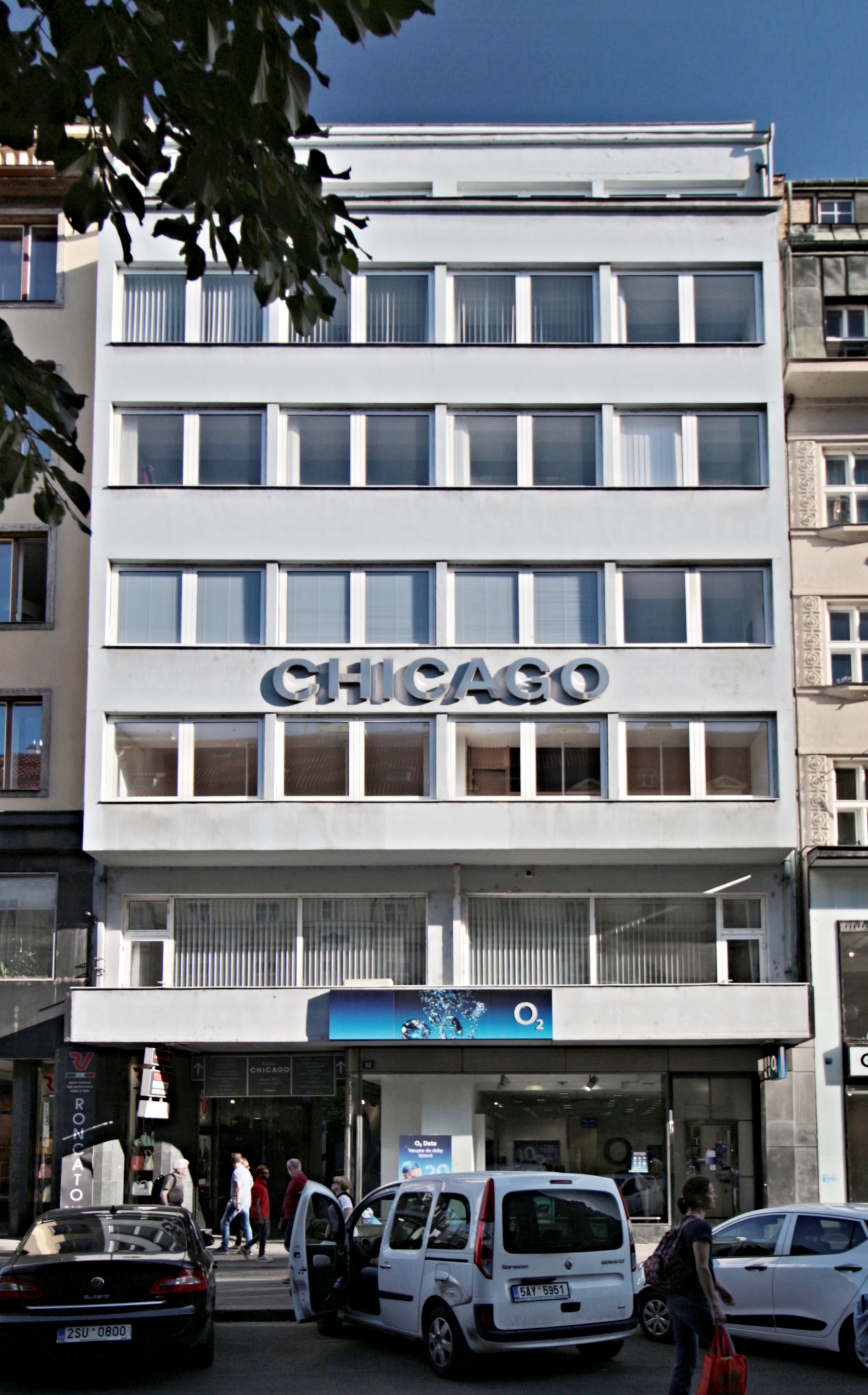
Palác Chicago na Národní třídě v Praze

Mezitím v roce 1920 zdědil po bratru hraběti Bedřichovi zámek a velkostatek v Týnci. Velkostatek zmodernizoval do takové míry, že byl dokonce veden ve Společnosti národů jako modelový. V roce 1927 prodal hrabě Jindřich zámek v Týnci staviteli a architektu Jaroslavu Polívkovi, který mu za něj postavil funkcionalistický Palác Chicago na Národní třídě v Praze, jednu z nejmodernějších staveb své doby. Spokojený majitel jej nechal opatřit vymoženostmi amerických mrakodrapů a zařídil v něm prodejnu zemědělských produktů z podniků v Týnci.
V roce 1927 po smrti bratra hraběte Alexandra zdědil velkostatek Přimda s rozsáhlými lesy, lovecký zámeček Diana a zámek ve Velkých Dvorcích na Tachovsku, který na počátku první světové války vyhořel a byl jen částečně opraven. V roce 1930 založil hrabě Jindřich na Dianě dřevařské závody Jindřicha Kolowrata na výrobu dřevěných domků známé pod názvem Dřevostavby Kolowrat, kde zaměstnával 600 stálých dělníků. Pro dopravu dřeva (ta se dosud prováděla koňským nebo volským potahem) zavedl velmi pokrokový převoz kulatiny na gumových pneumatikách značky Kolowrat. Zde založil také českou školu. 
Ve vilové čtvrti na Barrandově pro něj v letech 1937–1938 postavil architekt Jan Houštecký rodinnou vilu (též dřevostavbu).

### Po roce 1938 – druhá světová válka
Po vyhlášení mobilizace v roce 1938 narukoval do Trenčína. Na majetek byla po 15. březnu 1939 uvalena tzv. nucená správa. Po roce 1945, díky jednoznačně prokazatelnému protifašistickému postoji, mu byl dekretem prezidenta Československé republiky majetek navrácen. V roce 1940 měl hrabě Jindřich autonehodu. Po srážce s nákladním autem strávil nějaký čas rekonvalescencí, ale zcela se uzdravil. Během druhé světové války celá rodina pobývala v Košťálově u Semil. Po celou dobu války se zapojoval do odbojové činnosti, od roku 1943 dokonce podával zprávy londýnské vládě. Nejprve působil v rámci skupiny Parsifal a následně utvořil odbojovou skupinu v Košťálově. Za tuto činnost dostal v roce 1945 od prezidenta republiky Edvarda Beneše Československý válečný kříž 1939 a v roce 1991 převzal na Pražském hradě od prezidenta Václava Havla Řád Tomáše Garrigue Masaryka II. třídy.

### Po roce 1945 – emigrace
V roce 1945 jej prezident Beneš jmenoval velvyslancem v Turecku. V letech 1945–1948 působil hrabě Jindřich v Ankaře, kde zastupoval zájmy demokratického Československa. Při služebních cestách jednal buď s Janem Masarykem, nebo Vladimírem Clementisem. O únorových událostech se dozvěděl v Curychu, načež se vrátil do Ankary za svými kolegy. Emigraci zahájil v Londýně, kde promluvil ke krajanům prostřednictvím BBC, a následovala cesta do USA. Do Čech se již během následujících padesáti letech nevrátil. Po únoru 1948 byl zbaven občanských práv a veškerý majetek mu byl zkonfiskován. Dřevařské závody byly v roce 1950 státem zlikvidovány a v loveckém zámečku Diana byl roku 1960 zřízen domov důchodců.
V USA ve městě Nanuet asi 50 km od New Yorku koupil pilu, kterou ale záhy prodal. Následně koupil v Monsonu u Springfieldu ve státě Massachusetts farmu s mlékárnou. Po čase mlékárnu prodal a půdu pronajal sousednímu farmáři. Začal se angažovat v prodeji sportovních pomůcek (exercycly – elektricky poháněné přístroje na posilování a zvyšování tělesné kondice). V letech 1955–1970 měl hlavní kancelář v Bostonu, odkud přesídlil do Cambridge, kde působil až do roku 1990. Firmu prodal v roce 1990 svému zeti Johnu Hughesovi.

### Po roce 1989 – návrat do ČSR

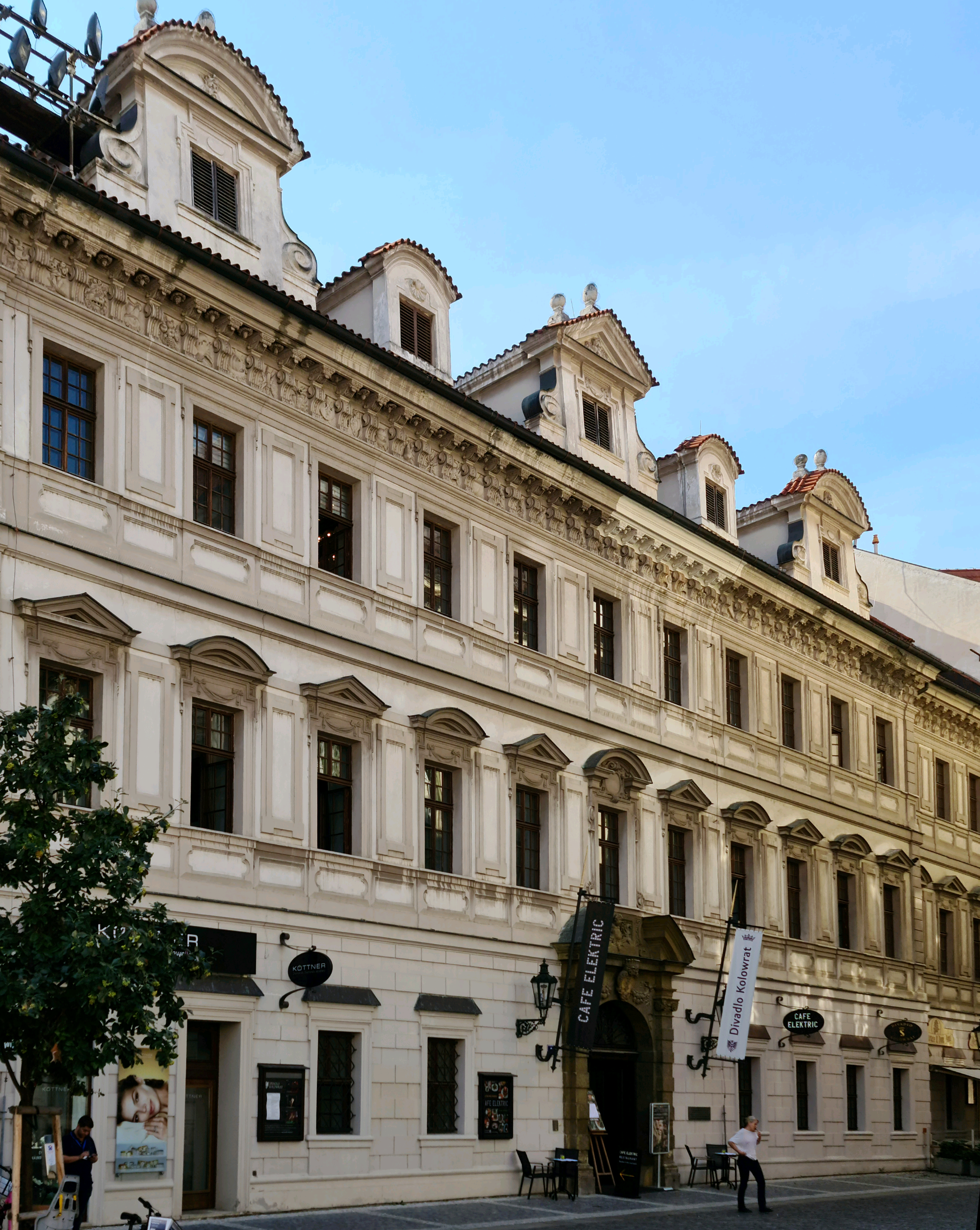
Kolowratský palác na Ovocném trhu v Praze

Po roce 1989 se Jindřich Kolowrat-Krakowský vrátil se svým nejmladším synem Františkem Tomášem zpět do Československa. Na základě restitučních zákonů bylo Kolowrat-Krakowským vráceno prakticky celé někdejší panství a hrabě Jindřich se společně se synem Tomášem ujal správy a obnovy rodového majetku. Vilu v Košťálově daroval městu, lovecký zámeček Diana s domovem důchodců pronajímal za 1 Kč ročně, taktéž pronajal Národnímu divadlu na dvacet let Kolowratský palác za symbolickou 1 Kč ročně. Statek v Týnci a zemědělskou půdu nechal k užívání bývalému zemědělskému družstvu. Zámek Velké Dvorce prodal.
Diplomat, národohospodář, vlastenec, protifašistický bojovník a štědrý mecenáš Jindřich hrabě Krakowský z Kolowrat zemřel v roce 1996 ve věku 98 let jako nejstarší člen svého rodu. Byl pohřben v rodové hrobce v Týnci u Klatov. Poslední rozloučení se konalo v kostele Nanebevzetí Panny Marie v Týnci.
V roce 2023 došlo k přejmenování náměstí v Přimdě na náměstí Jindřicha Kolowrata.  

## Literární aktivity
Hrabě Jindřich se vždy zajímal o veřejné a politické dění a byl dokonce literárně činný. Psal články do denního tisku Přítomnost, v dalších novinách a časopisech mu vycházely národohospodářské a sociálně-hospodářské články. Účastnil se také mnoha přednáškových cyklů, kde aktivně přednášel. V letech 1922–1924 působil v Sovětském svazu a roku 1924 vydal u nakladatelství Bursík a Kohout knihu Psychologie bolševismu, v níž předvídal dlouhodobost tohoto systému i budoucí potíže s bolševismem v českých zemích. A v roce 1926, po návštěvě Spojených států amerických, vydal svou druhou knihu Amerika a my, ve které mimo jiné líčí řadu pozoruhodných setkání, např. se starostou města Chicaga Antonínem J. Čermákem, který byl českého původu a který byl později zastřelen místo prezidenta Franklin Delano Roosevelta, dále se zakladatelem slavné automobilky Henry Fordem, s ministrem obchodu Herbertem Hooverem.

## Vyznamenání
Byl držitelem také Zlatého záslužného kříže s korunkou, bronzové medaile za statečnost, které získal za boj v 1. světové válce. Za odbojovou činnost v průběhu 2. světové války ho prezident Edvard Beneš (1884–1948) vyznamenal Československým válečný křížem 1939 a v roce 1991 převzal z rukou prezidenta Václava Havla (1936–2011) na Pražském hradě Řád Tomáše Garrigua Masaryka II. třídy. Získal také Pamětní medaili za věrnost 1939–1945 za zásluhy v boji za osvobození Československa z roku 1995 od Československého svazu bojovníků za svobodu a Pamětní stříbrnou medaili Jana Masaryka Ministerstva zahraničních věcí České republiky za šíření dobrého jména České republiky v zahraničí.

## Rodina
Jindřich se oženil dvakrát, nejprve 8. srpna 1929 v Praze s ruskou princeznou Sofií Nikolajevnou Trubeckou (4. únor 1900 – 25. duben 1938), vdovou po jeho bratru Alexandrovi. První manželství zůstalo bezdětné. Sofie předčasně zemřela na leukémii, kterou u ní diagnostikovali v pařížské nemocnici po vážné autonehodě, při které si zranila páteř. Po její smrti se podruhé oženil 21. května 1942 v Praze s Marií Klimtovou (21. říjen 1907 Bratřínov u Prahy – 1991), která nebyla šlechtického původu, její rodiče provozovali řeznictví v Braníku. Seznámil se s ní už v roce 1926. Marie mu porodila pět dětí, z nichž první čtyři se narodily jako nemanželské. Za války žila Marie s dětmi v Košťálově na Semilsku. Jindřichova manželka se po emigraci v roce 1948 zpět do Československa už nikdy nepodívala. Zemřela v roce 1991 v Americe, urna s jejím popelem byla převezena do rodové hrobky v Týnci.

### Potomci
- 1. Jindřich (Henry; 25. 8. 1933 Praha-Braník[12] – 16. 3. 2021 Berwyn, Pennsylvania[13][14]), právník, šermíř – člen olympijského týmu USA v roce 1960[13]
  - ∞ (1957) Elizabeth Smith (* 17. 5. 1933 Stroudsburg, Pennsylvania), jejich děti:
    - 1. Nadine Elizabeth (* 2. 12. 1961 Swarthmore), její dítě:
      - 1. Vivian

    - 2. Henry Francis (* 19. 12. 1963 Philadelphia) ∞ Joanne Kim (* 1963), jejich děti:
      - 1. Samantha Ahn (* 12. 7. 1996 Praha), hokejistka
      - 2. Alexander Kim (* 14. 5. 1998 Praha)

    - 3. Alyssa Margareta (* 12. 8. 1967 Swarthmore) ∞ Vladimír Manda (* 21. 4. 1967 Praha), jejich dcera:
      - 1. Alexie (Saša; * 24. 8. 2006 Praha)
- 2. Arnošt (Ernest, * 21. 2. 1935 Praha), publikoval několik knih a napsal několik filmových scénářů
  - ∞ (24. 3. 1996) Barbara Newell (* 19. 8. 1929 Pittsburgh, Pennsylvania), americká velvyslankyně u UNESCO v Paříži (1979–1981)
- 3. Marie (* 31. 5. 1936 Praha)
  - ∞ (28. 12. 1957 Monson, Massachusetts) Brooks Stuart Evans (2. 1. 1933 Springfield, Massachusetts – 9. 6. 2019 Princetown, Massachusetts), hotelový manažer, jejich děti:
    - 1. James
    - 2. Evan
    - 3. Jeffery
    - 4. Henry
    - 5. Christine
- 4. Eva (12. 6. 1938 Praha – 4. 4. 2000 Salem)
  - ∞ (5. 4. 1960) John Robert Hughes  (4. 6. 1933 Quincy – 21. 5. 2020 Canobie Lake, Salem), převzal firmu, která prodává rotopedy, jejich děti:
    - 1. Brian †
    - 2. Michael
    - 3. Shelly
- 5. František Tomáš, (Tom, 25. 2. 1943 Praha – 26. 6. 2004 Praha)
  - partnerka Dominika, rozená Perutková (* 26. 2. 1966 Praha), jejich děti:
    - 1. Maximilian Alexander (* 28. 9. 1996)
    - 2. Francesca Dominika (* 11. 8. 1998)